# Evaniella ruficaput
Evaniella ruficaput är en stekelart som först beskrevs av Herman Dewitz 1881.  Evaniella ruficaput ingår i släktet Evaniella och familjen hungersteklar. Inga underarter finns listade i Catalogue of Life.